# Amphipyra navicularis
Amphipyra navicularis är en fjärilsart som beskrevs av Geoffroy 1785. Amphipyra navicularis ingår i släktet Amphipyra och familjen nattflyn. Inga underarter finns listade i Catalogue of Life.